# شعوب هندوآرية
الشعوب الهندوآرية هي مجموعة متنوعة من المجموعات القومية اللغوية الهندوأوربية التي تتحدث اللغات الهندو آرية في شبه القارة الهندية. تاريخيًا، كان الهنود الآريون هم الرعاة الهندو-أوروبيون الذين هاجروا من آسيا الوسطى إلى جنوب آسيا وأدخلوا اللغة الهندو آرية الأم. يوجد المتحدثين باللغة الهندية الآرية في جميع أنحاء جنوب آسيا.

## التاريخ
كان إدخال اللغات الهندوآرية في شبه القارة الهندية نتيجة لهجرة الشعوب الهندوآرية من آسيا الوسطى إلى شمال شبه القارة الهندية (حاليًا بنغلاديش وبوتان والهند ونيبال وباكستان وسريلانكا). بدأت هذه الهجرات حوالي 1800 قبل الميلاد، بعد اختراع عربة الحرب، ونُقلت أيضًا اللغات الهندوآرية إلى بلاد الشام وربما آسيا الداخلية.
تم التعرف على هندوإيرانيين الأوائل، الذين أنبثق منهم الهندوآريين، مع ثقافة سينتاشتا (2100-1800 قبل الميلاد)، وثقافة أندرونوفو، التي ازدهرت تقريبًا. 1800-1400 قبل الميلاد في السهوب حول بحر آرال، كازاخستان الحالية، تركمانستان، وأوزبكستان. انشق الهندوإيرانيين الأوائل حوالي 1800-1600 قبل الميلاد عن الإيرانيين، انتقلو جنوبًا عبر ثقافة باكتريا مارغيانا، جنوب ثقافة أندرونوفو، مستعيريين بعض معتقداتهم وممارساتهم الدينية المميزة من ثقافة باكتريا - مارغيانا، ثم هاجروا جنوباً إلى بلاد الشام وشمال غرب الهند. كانت هجرة الهندوآريين جزءًا من الانتشار الأكبر للغات الهندوأوروبية من الموطن الأصلي للهندو-أوروبيين في سهوب بونتيك-قزوين والتي بدأت في الألفية الرابعة قبل الميلاد. تعد ثقافات  ثقافة مقابر غاندهارا وحضارة المقبرة إتش وثقافة كنز النحاس وحضارة الفخار المغري وثقافة البضاعة المطلية بالرمادي مرشحة أن تكون مرتبطة بالهندوآريين.
توحد الهندوآريين من خلال المعايير الثقافية واللغة المشتركة، المشار إليها باسم آريا، «نبيل». نُشرت هذه الثقافة واللغة من خلال أنظمة الراعي - العميل، مما سمح باستيعاب المجموعات الأخرى وتثبيتها في هذه الثقافة، وهذه يوضح التأثير القوي على الثقافات الأخرى التي تفاعلت معها.
بينما تحتل المجموعة اللغوية الهندوآرية بشكل أساسي الأجزاء الشمالية من الهند، وراثيًا، فإن جميع سكان جنوب آسيا عبر شبه القارة الهندية ينحدرون من مزيج من الصيادين والقطافين من جنوب آسيا، والصيادين - الحاصدين الإيرانيين، ورعاة السهوب في آسيا الوسطى بنسب متفاوتة. بالإضافة إلى ذلك، ساهم الناطقون باللغة أسترو آسيوية والتبتو البورمية في التكوين الجيني لجنوب آسيا.
يُروج الآريون الأصليون فكرة أن الهنود الآريين كانوا من السكان الأصليين لشبه القارة الهندية، وأن اللغات الهندوالأوروبية انتشرت من هناك إلى آسيا الوسطى وأوروبا. الدعم المعاصر لهذه الفكرة مدفوع أيديولوجيًا، وليس له أساس في البيانات الموضوعية والاتجاه السائد في المعرفة.